# Jaume Domènech
Jaume Domènech Sánchez (Almenara, 5 november 1990) is een Spaans voetballer die als doelman speelt. Hij tekende in 2013 bij Valencia CF.

## Clubcarrière
Domènech is afkomstig uit de jeugd van Villarreal CF. Die club verhuurde hem tijdens het seizoen 2009/10 aan CD Onda. De doelman vertrok in 2012 naar CD El Palo, dat hij na zes maanden verruilde voor Huracán CF. Domènech tekende in 2013 bij Valencia CF, waar hij twee seizoenen eerste doelman was van Valencia CF Mestalla. Hij speelde 55 competitieduels in het tweede elftal van Valencia. Hij debuteerde op 12 september 2015 in de Primera División, tegen Sporting de Gijón. Domènech kreeg zijn kans door blessures bij Diego Alves en Mathew Ryan. Hij werd meteen uitgeroepen tot man van de wedstrijd. De dag erna werd zijn contract verlengd tot medio 2018. Hij debuteerde op 16 september 2015 in de UEFA Champions League, in een thuisduel tegen Zenit Sint-Petersburg.
Waar Domènech bij Valencia in competitieduels doorgaans ging dienen als tweede doelman, was hij in wedstrijden om de Copa del Rey meestal eerste keus. In die hoedanigheid maakte hij in het seizoen 2018/19 deel uit van de ploeg die het toernooi won.

## Erelijst
| Copa del Rey | 1x | 2018/19 |